# Danuta Stankiewicz
Danuta Stankiewicz, ps. art. Danqa, dawniej Lolita (ur. 1 stycznia 1954 w Lidzbarku Warmińskim) – polska piosenkarka.

## Życiorys
Śpiewała w harcerskim Zespole Gawęda (1967–1969). Jest absolwentką Państwowej Szkoły Muzycznej II stopnia im. Fryderyka Chopina w Warszawie (1972–1975), absolwentką Uniwersytetu Muzycznego Fryderyka Chopina w Warszawie (1975–1979) oraz Podyplomowych Studiów Menedżerskich dla Twórców i Artystów na Wydziale Zarządzania Uniwersytetu Warszawskiego (2005).
Otrzymała: Stypendium Ministerstwa Kultury (1987, 2004),  Stypendium Piosenkarskie Rządu Francuskiego (1982), Stypendium z Funduszu ZAIKS (2017, 2022),Stypendium z Funduszu SAWP(2020, 2022), Stypendium z Funduszu ZASP (2024).
W latach '90 była gwiazdą disco polo. Występowała pod pseudonimem „Lolita“. Nagrała ponad 30 płyt solowych, ponad 300 piosenek, wystąpiła w prawie 10 tysiącach koncertów w Polsce i za granicą. Śpiewała w ponad 30 krajach świata m.in. Izraelu, USA, Kanadzie, Francji, Bułgarii, Danii, Rosji, Mongolii, Korei Północnej, Włoszech, Niemczech, Holandii, Czechach, Litwie, Kubie, Ukrainie, Słowacji, Szwecji, Węgrzech, Łotwie, Estonii, Austrii, Białorusi, Anglii, Szwajcarii.
Jest członkiem: SPAM (Stowarzyszenie Polskich Artystów Muzyków – od 1979), ZASP (Związek Artystów Scen Polskich – od 1986), SAWP (Stowarzyszenie Artystów Wykonawców Utworów Muzycznych i Słowno-Muzycznych – od 1995), ZZMRP (Związek Zawodowych Muzyków RP - od 2021).
Wystąpiła w ponad 300 programach telewizyjnych i radiowych, m.in. w popularnych audycjach radiowych „Podwieczorek przy mikrofonie” (1975–1987),  poznańskim Kabarecie „Tey” (1978). Zrealizowała 3 spektakle muzyczne: „Blask" w reżyserii Leny Szurmiej (2001) oraz „Warszawo ma” pod patronatem Miasta Stołecznego Warszawy (2010) oraz „Groszki i róże” pod patronatem Muzeum Polskiej Piosenki w Opolu i SAWP (2022). Zagrała główną rolę w filmie poetycko-muzycznym „Divide Amorem” w reżyserii Radosława Piwowarskiego (1991), a także zaśpiewała do kilku seriali telewizyjnych, m.in. do filmów „Witaj Franklin”, „Brzydkie kaczątko”, „Małgosia i buciki”, „Pomocnik Świętego Mikołaja”, „Dommel”.

## Nagrody i wyróżnienia
- 1968 – Wyróżnienie na Ogólnopolskim Festiwalu Poetyckim
- 1973 – III Nagroda w grupie solistów na I Młodzieżowej Olimpiadzie Piosenki Żołnierskiej
- 1974 – II Główna Nagroda na X Festiwalu Piosenki Radzieckiej w Zielonej Górze[5]
- 1975 – I Nagroda w grupie solistów na II Młodzieżowej Olimpiadzie Piosenki Żołnierskiej
- 1975 – Nagroda Wojewódzkiego Domu Kultury na Ogólnopolskich Spotkaniach Zamkowych „Śpiewajmy Poezję” w Olsztynie
- 1975 – Wyróżnienie na III Ogólnopolskim Młodzieżowym Festiwalu Muzycznym („Złota Siódemka”)
- 1976 – I Nagroda Dziennikarzy oraz II Nagroda Publiczności na Giełdzie Piosenki w Laboratorium Piosenki
- 1976 – II Nagroda w grupie solistów na III Młodzieżowej Olimpiadzie Piosenki Żołnierskiej
- 1977 – IV Miejsce na I Giełdzie Piosenki ZAKR w Warszawie
- 1977 – Udział w Finale „Talent 77” na Międzynarodowej Wiośnie Estradowej w Poznaniu
- 1977 – Udział w Finale „Nowe Twarze” na Łódzkich Targach Estradowych w Łodzi
- 1977 – Udział w Finale „Debiuty” na XV Krajowym Festiwalu Piosenki Polskiej w Opolu
- 1982 – Stypendium Piosenkarskie Rządu Francuskiego (staż w: Schola Cantorum – Szkoła Muzyki, Tańca i Sztuki Dramatycznej; Szkole Tańca Jacqu’esa Bensa, Prywatnej Szkole Mireille, Prywatnej Szkole Śpiewu Ivy Bertelemy, staż w Radiu „France Internationale”, Telewizji Publicznej w Paryżu)
- 1986 – Medal Pamiątkowy Wojska Ochrony Pogranicza
- 1987 – Medal Pamiątkowy Centralnej Orkiestry Reprezentacyjnej Wojska Polskiego
- 1987 – I miejsce za interpretację piosenki „Pół ciebie pół mnie” Janusza Senta i Jacka Korczakowskiego na Giełdzie Piosenki ZAKR w Warszawie[5]
- 1987 – I Miejsce w Plebiscycie TVP „Od Opola do Opola” dla piosenki „Pół ciebie pół mnie” Janusza Senta i Jacka Korczakowskiego[5]
- 1987 – Stypendium Twórcze Ministerstwa Kultury
- 1989 – Medal Pamiątkowy Orkiestry Reprezentacyjnej Marynarki Wojennej w Gdyni
- 1989 – III miejsce i Brązowy Medal za interpretację piosenki mongolskiej na Międzynarodowym Festiwalu w Ułan Bator w Mongolii
- 1992 – II miejsce za interpretację piosenki na II Ogólnopolskim Festiwalu Piosenki Erotycznej FE-92
- 2000 – Krzyż Ojców i Braci Zakonu Przenajświętszej Trójcy „Gloria Tibi Trinitas et Captivis Libertas”
- 2001 – Statuetka „Złota Muza Polskich Nagrań” oraz Złota Płyta za album płytowy „Wernisaż”
- 2001 – Medal Okolicznościowy za twórczy wkład w obchody „Roku Reymontowskiego 2000”
- 2004 – Nagroda Specjalna Ministerstwa Kultury z okazji Jubileuszu 25-lecia Pracy Artystycznej
- 2006 – Odznaka Honorowa „Zasłużony dla kultury polskiej” Ministerstwa Kultury
- 2007 – Srebrny Puchar na Festiwalu Przyjaźni „Spring Friendship Art Festival” w Korei Północnej
- 2007 – Statuetka „Stowarzyszenia Amazonek” za działalność charytatywną
- 2009 – Brązowy Medal „Zasłużony Kulturze Gloria Artis” Ministerstwa Kultury i Sztuki
- 2009 – Nagroda Specjalna Ministerstwa Kultury
- 2010 – Dyplom „Złoty Liść Retro 2010” na VII Ogólnopolskim Festiwalu Piosenki Retro im. Mieczysława Fogga
- 2010 – Odznaczenie „Zasłużony dla Warszawy”
- 2010 – Medal 60-lecia TSKŻ „Zasłużony dla Towarzystwa Społeczno-Kulturalnego Żydów w Polsce”
- 2012 – Puchar Fundacji „Kochaj Życie” za działalność charytatywną
- 2013 – Statuetka „Przyjaciel Gminy Poraj”
- 2014 – Nagroda SAWP z okazji 35-lecia Pracy Artystycznej
- 2014 – Nagroda Okolicznościowa Ministra Kultury z okazji 35-lecia Pracy Artystycznej
- 2015 – Dyplom Podziękowania Stowarzyszenia "SOS Wioski Dziecięce" za działalność charytatywną
- 2015 – Dyplom Podziękowania Domu Lekarza Seniora za działalność charytatywną
- 2016 – Statuetka Stowarzyszenia "Krakowski Komitet Zwalczania Raka" za działalność charytatywną
- 2016 – Dyplom Podziękowania Fundacji "Moc" za działalność charytatywną
- 2016 – Statuetka Polskiego Festiwalu Sztuki "Orzeł 2016"
- 2017 – III miejsce w Konkursie "Smaki Sztuki czyli Artyści w kuchni"
- 2017 – Dyplom Uznania Centrum Alzheimera za działalność charytatywną
- 2017 – Stypendium Zarządu Funduszu Popierania Twórczości Stowarzyszenia Autorów ZAIKS
- 2017 – Statuetka „Lider Multikultury” Fundacji „Instytut Przemian Globalnych”
- 2017 – Statuetka „Optymista Roku 2017" Fundacji „Jestem Optymistą”
- 2018 – Dyplom Podziękowania Fundacji "Podaj rękę małemu Przyjacielowi" za działalność charytatywną
- 2018 – Statuetka VIP w dziedzinie muzyki
- 2019 – Srebrny Medal "Zasłużony Kulturze Gloria Artis" Ministerstwa Kultury
- 2019 – Dyplom Podziękowania Fundacji "Wielkiej Orkiestry Świątecznej Pomocy" za działalność charytatywną
- 2019 - Statuetka portalu Obcasy.pl - "Kobieta Sukcesu" w kategorii: Artystka międzypokoleniowa - oryginalność i styl
- 2019 - Srebrna Odznaka Związku Żołnierzy Wojska Polskiego za płytę "Serce dla Ciebie Polsko"
- 2019 - Nagroda Okolicznościowa Ministra Kultury z okazji 40 - lecia Pracy Artystycznej
- 2019 - Dyplom ZASP za 40 - lecie Pracy Artystycznej (Sekcja Estrady)
- 2020 - Stypendium Twórcze SAWP
- 2021 - Medal XL - lecia Związku Żołnierzy WP
- 2021 - Nagroda "Gazety Południe" za działalność charytatywną
- 2022 - Stypendium Twórcze SAWP
- 2022 - Stypendium Twórcze ZAIKS
- 2024 - Nagroda Jubileuszowa Ministerstwa Kultury

## Dyskografia
Albumy studyjne:
- 1990 – Wernisaż
- 1991 – Biała gwiazdka
- 1991 – Divide Amorem Inter Nos
- 1992 – Dawno, dawno temu
- 1993 – Erotyczne Bajki Chodnikowe
- 1995 – Przeboje lat 60-tych
- 1996 – Nieznajome dni (jako Lolita)
- 1997 – Może by tak gdzieś pojechać (jako Lolita)
- 2000 – O seksie na ludowo (jako Lolita)
- 2009 – Blask (jako Danqa)
- 2012 – Warszawo ma (jako Danqa)
- 2012 – Kolędy (jako Danqa)
- 2019 – Serce dla Ciebie Polsko
- 2021 – Groszki i róże

Albumy kompilacyjne:
- 2001 – Wernisaż
- 2005 – The Best – Danqa
- 2013 – Pół Ciebie, pół mnie. Piosenki o miłości
- 2018 – Czerwone i bure
- 2019 – Nie rzucim ziemi, skąd nasz ród
- 2021 – Zawsze Wierni Ojczyźnie
- 2022 – Tylko tęsknota w sercu gra
- 2024 – Wszystkie Róże Warszawy

Reedycje:
- 1999 – Madonna Czarna (reedycja albumu Divide Amorem Inter Nos)
- 1999 – Biała gwiazdka (podwójna reedycja albumów: Divide Amorem Inter Nos, oraz Biała gwiazdka)
- 2008 – Sex na ludowo (reedycja albumu O seksie na ludowo)
- 2008 – Muzyka lat 60-tych. Pamiętasz była jesień (reedycja albumu Przeboje lat 60–tych)
- 2011 – Dawno, dawno temu. Legendy i baśnie polskie (reedycja albumu Dawno, dawno temu)
- 2013 – Erotyczna bajki dla dorosłych (reedycja albumu Erotyczne Bajki Chodnikowe)
- 2013 – O seksie... Na ludowo i wesoło (reedycja albumu O seksie na ludowo)
- 2017 – Nie płacz kiedy odjadę (reedycja albumu Przeboje lat 60–tych)
- 2018 – Blask szabasowych świec (reedycja albumu Blask)

Box sety:
- 2012 – Danqa

Słuchowiska:
- 1992 – Wesele – opracowanie

### Składanki (CD, kasety)
Do 1980 roku:
- Biały śnieg (Agencja Wydawnicza R-0268-II)
- Zielona koniczyna (Tonpress R-0844)
- Ta miłość jest naszą nadzieją (Tonpress S-156)
- Anna Warecka – pastorałki i kolędy (Mil Records Ltd ML O50)
- Złote Przeboje (MTJ CD 002)
- Plebiscyt Studia Gama (Wifon NK 520)
- Od Opola do Opola (Polskie Nagrania CK 629)
- Dwa miecze (Polskie Nagrania CK 645)

Od 1980 do 2000 roku:
- Najpiękniejsze kołysanki (Polmark PK 227)
- O straszliwym smoku, o Szewczyku Jędrku…. (Polmark PK 243)
- Urodzinowy tort (MiL Records Ltd MiL)
- Złote Przeboje 3 (MTJ 030)
- Kolędy polskie (F.F. Gamma G 423)
- Pastorałki i kolędy. Anna Warecka (Polonia Records CD 2009/2010)
- Disco polo stars vol. 4 (F.F. Blue Star BS CD 028)
- Mega dance vol. 2 (F.F.H Blue Star BS CD 033)
- Dance stars vol. 3 (F.F.H Blue Star BS CD 044)
- Disco polo stars vol. 5 (F.F.H Blue Star BS 048)
- Disco polo stars vol. 4 (F.F.H Blue Star BS 267)
- Mega dance vol. 2 (F.F.H Blue Star BS 272)
- Dance stars vol. 3 (F.F.H Blue Star BS 288)
- Disco polo stars vol. 5 (F.F.H Blue Star BS 292)
- Przeboje discorelax (F.F.H Blue Star BS 302)
- Przeboje discorelax (F.F.H Blue Star BS 307)
- Disco lato 96 vol. 2 (F.F.H Blue Star BS 319)
- Disco polo na wesoło (F.F.H Blue Star BS 338)
- Disco polo na wesoło (F.F.H Blue Star BS 348)
- Blue star prezentuje (F.F.H Blue Star BS 379)
- Ballady disco polo (F.F.H Blue Star BS 384)
- Zabawa na 102 (Selles Records PR 0021)
- Gwiazdy polskiej estrady vol. 2 (Firma Akar AK CD 005)
- Kobietą jestem (Skok – Polish Music CD 02176)
- Najlepsze z najlepszych nowe przeboje vol. 1, 2 (F.F.H STD CD 058)
- Najlepsze z najlepszych nowe przeboje vol. 3 (F.F.H STD 059)
- Tele relax (F.F.H Blue Star BS 381)
- Najlepsze z najlepszych nowe przeboje vol. 2 (F.F.H STD CD 216)
- Venus i przyjaciele (F.F.H STD 220)
- Najlepsze z najlepszych nowe przeboje vol. 3 (F.F.H STD 225)
- Top 10 – Złota dziesiątka vol. 1 (F.F.H STD 227)
- Kolekcja gwiazd vol. 1 (F.F.H STD 231)
- Kolekcja gwiazd vol. 2 (F.F.H STD 232)
- Kolekcja gwiazd vol. 3 (F.F.H STD 233)
- Kolekcja gwiazd vol. 4 (F.F.H STD 234)
- Top 10 – złota dziesiątka vol. 2 (F.F.H STD 235)
- Disco polo 98 vol. 2 (F.F.H STD 251)
- Kolekcja gwiazd vol. 1 (F.F.H STD 071)
- Bajki dla najmłodszych (A.A. MTJ 01105)
- "Złota Kolekcja 2 VOL. 2 DiscoPolo (BS CD 001K)"
- "Gala Piosenki VOL.2 DiscoPolo (PB CD 006)"

OD 2000 do 2010 roku:
- Kołysanki dla najmłodszych (MTJ 02030)
- Kołysanki dla najmłodszych (A.A. MTJ Małe MTJ 10613)
- Chobot – meble kuchenne (Roja CD 017)
- Bilet do radości – piosenki o miłości (Accord Song 511)
- Och ty w życiu – piosenki Janusza Senta (Polskie Nagrania PN CD 515)
- Rzeka wspomnień – piosenki Anny Wareckiej (Polskie Nagrania PN CD 618)
- The best of the best (MTJ CD 90082)
- Muzyka z chodnika vol. 1 (Blue Mix CD 16065)
- Kołysanki usypianki – mini hity (MTJ CD 10638)
- Cymes – humor, wiersze i pieśni żydowskie (MTJ CD 10351/52/53)
- Czumbalalajka – piosenki żydowskie (Accord Song 616)
- Śnij maleńki śnij – gwiazdy dzieciom (MTJ CD 10648)
- Przeboje big beatu (Reader’s DigestA.AMTJ CD 32000031)
- Voice Brass Dominik Sierzputowski (Vegart Sp.z.o.o.)
- To jest cymes (MTJ CD 10885)
- Kołysanki (MTJ CD 90180)
- Wideoteka dorosłego człowieka – koncert życzeń (MTJ CD 90189)
- Księżycowe kołysanki (Fonografika PIH CD 003)

Od 2010 roku do dzisiaj:
- Piosenki dla Marianny (Wyd. Adam Marszałek ; WAM CD 002)"
- Milusiowe hity (Fan Media FM 0046)
- Przytulanki malucha (Fan Media FM 0044)
- Ludowe piosenki o miłości (Accord Song 3631)
- Tradycja – piosenki żydowskie (MTJ CD 90183)
- Usypianki .. do łóżeczka .. do podusi (Małe MTJ CD 90213)
- Bajki na dobranoc (Małe MTJ CD 90214)
- Piosenki dla dzieci (Małe MTJ 90224)
- Bajki dla najmłodszych – J.A. Masłowski (MTJ CD 7699262)
- Bajki dla chłopców („O straszliwym smoku”) (MTJ CD 90235)
- Gwiazdy polskiego disco (MTJ CD 16182, 16183, 16184)
- Kolędy niebiańskim piórem pisane (ISBN 978-83-932354-9-0; 978-83-932354-6-9; MTJ 0063S)
- 65 Najpiękniejszych polskich kolęd (MTJ CD 90265)
- Muzyka na sen (MTJ CD 11649)
- Kołysanki dla najmłodszych (CD Egmont 111492)
- Warszawa da się lubić (Warner Music Poland 0825646232772)
- Ukołysz maleństwo do snu. Kołysanki (Nivea Baby 2019 0022)
- "Tomaszów (SRMT 2019 0022)"
- "Polskie szlagiery (MTJ CD 11847)"
- "Archiwum Piosenki Żydowskiej (MTJ CD 11935)"
- "Archiwum Piosenki Rosyjskiej (MTJ CD 11936)"

### Składanki (DVD, VHS)
- Dommel 1, 2, 3 (VHS Bajdex)
- Super przeboje disco polo vol. 1 (F.F.H Blue Star BS 010 VHS)
- Przeboje dance stars vol. 1 (F.F. Blue Star BS 011 VHS)
- Najlepsze z najlepszych – nowe disco polo vol. 1 (F.F.H STD V 009 VHS)
- Brzydkie kaczątko (Neptuno Film 0166 VHS)
- Super przeboje disco polo vol. 2 (A.A. MTJ BlueMix 80011 DVD)
- Pomocnik Świętego Mikołaja – długa noc (Welpol Adventure WA0024 DVD)
- Super przeboje disco polo vol. 3 (A.A. MTJ BlueMix 80012 DVD)
- Franklin i skarb jeziora (Mindscape PC/Mac ; gra komputerowa CD ROM)
- Pomocnik Świętego Mikołaja – A jeśli to nie ja (Media Way 6-0397 DVD)
- Zodiacus. Sebastian Skalski (REC ZD01 (FD) 10/09 DVD)
- Małgosia i buciki (dodatek do „Mamo i dziecko” ; Media Way Sp.z.o.o.)
- Małgosia i buciki – tęczowe kolory (Welpol Adventure WA 0004 DVD)
- Małgosia i buciki – w paszczy wieloryba (Welpol Adventure WA 0005 DVD)
- Małgosia i buciki – powiedz jamajka (Welpol Adventure WA 0006 DVD)
- Małgosia i buciki – gra skończona (Welpol Adventure WA 0040 DVD)
- Małgosia i buciki (Media Way Sp.z.o.o. DVD)
- Bara bara – Polska Szkoła Dokumentu (Polskie Wydawnictwo Audiowizualne DVD)
- Franklin – czerwona hulajnoga (Nelvana 480 DVD)
- Franklin – gość Franklina (Nelvana 801 DVD)
- Franklin gra w hokeja (Nelvana 855 DVD)
- Franklin – dobre uczynki Franklina (Nelvana DS 978 DVD)
- Franklin – Franklin robi dowcipy (Nelvana DS 979 DVD)
- Franklin – witaj Franklin (Nelvana 984 DVD)
- Franklin – chce mieć zwierzątko (Nelvana 033 DVD)
- Franklin – gra w piłkę (Nelvana/Nelvana DVD)
- Franklin – jedzie na biwak (Nelvana 339 DVD)
- Franklin – kłamczuszek (Nelvana 605 DVD)
- Franklin – wakacje, wakacje i po wakacjach Franklinie (Nelvana 631 DVD)
- Franklin – Franklin jest bohaterem (Nelvana 1186 DVD)
- Franklin – Franklin na wycieczce (Nelvana 1187 DVD)
- Franklin – nieustraszony Franklin (Nelvana 1188 DVD)
- Franklin – Franklin jedzie na wakacje (Nelvana 1189 DVD)
- Franklin – Franklin zrobi to później (Nelvana 1190 DVD)
- Franklin (Nelvana 1038 DVD)
- Franklin – dobranocki wszech czasów (Nelvana VCD)
- Franklin – Franklin i tajny klub (Nelvana VCD)
- Franklin – Franklin wywiadowca (Nelvana VCD)
- Franklin – kocyk Franklina (Nelvana VCD)
- Franklin (kolekcja 1–8) (Wydawnictwo Debit) (książki z bajkami VCD)
- Warszawo ma (TSKŻ; DVD 2011)
- Kolędowanie pod chmurką (Polihymnia DVD)